# Hodgsons boomkruiper
De Hodgsons boomkruiper (Certhia hodgsoni) is een zangvogel uit de familie van echte boomkruipers (Certhiidae).

## Verspreiding en leefgebied
Deze soort komt voor in zuidwestelijk China, India, Noord-Pakistan, zuidoostelijk Tibet en Myanmar en telt 3 ondersoorten:
- C. h. hodgsoni: de westelijke Himalaya.
- C. h. mandellii: de centrale Himalaya.
- C. h. khamensis: zuidwestelijk en zuidelijk China.